# Pieve di Santo Stefano (San Casciano in Val di Pesa)
La pieve di Santo Stefano si trova nel comune di San Casciano in Val di Pesa.

## Storia
La pieve di Santo Stefano in loco Campus Paoli, situata su una collina tra le valli della Greve e della Pesa, appare in un atto di vendita di beni tra il diacono Stefano e l'abbazia di Passignano. Il documento è datato 27 marzo 903. L'interesse dell'abbazia di Passignano fu costante come provano vari documenti risalenti al X e all'XI secolo. La chiesa fu un possesso diretto dei vescovi fiorentini che qui avevano una signoria di carattere feudale.
Nonostante la notevole ricchezza (pagava ben 50 lire annue per la decima), la pieve non aveva autonomia, mentre il pievano aveva la funzione di raccogliere la gabella. Il vescovo aveva diritto di nomina sia del pievano sia dei canonici (situazione che non si verificava in altre pievi). 
Nel 1260 il popolo della pieve si impegnava a pagare una tassa di 8 staia di grano per il mantenimento dell'esercito fiorentino. Dagli elenchi delle decime si nota che il territorio sottoposto alla pieve era composto da ben 17 popoli e geograficamente abbracciava un ampio territorio posto tra Petroio (oggi comune di Tavarnelle Val di Pesa), Ligliano, Bibbione e Monte Macerata (nel comune di San Casciano).
Nel 1299 il capitolo dei canonici si ribellò al vescovo e nominò autonomamente il proprio capo nella persona di Talano della Tosa. Per ritorsione il vescovo, unicus dominus et patronus, scomunicò il della Tosa.
A conferma dell'importanza assunta dalla pieve sul territorio, in varie occasioni i suoi pievani furono destinatari di bolle papali, come successe nel 1228, e in altri casi vennero scelti per compiti importanti. Teglaro nel 1276 venne nominato sottocollettore per la diocesi di Fiesole, Ruggeri nel 1282 venne nominato canonico della cattedrale fiorentina; nel 1301 Stefano venne nominato canonico della cattedrale e vicario del vescovo di Fiesole, e infine Cerretano de' Cerretani nel 1365 venne nominato auditore del Sacro palazzo apostolico e vescovo di Cosenza.
La pieve ha inoltre avuto tra i suoi pievani Giulio de' Medici, colui che sarebbe diventato papa Clemente VII.
Nel 1751 venne costruito l'oratorio della Compagnia. Di questi lavori è rimasta testimonianza da una lapide posta sulla facciata interna dove è ricordato che il pievano Ludovico Leoni nel 1760 donò alla chiesa una nuova veste in quanto l'edificio si presentava in maniera vetustam at iniuria temporis obsoletam.
Nel 1784 venne aggiunto il portico in facciata. A seguito dei danni subiti nel terremoto del 1895 la chiesa venne nuovamente restaurata. Nel 1898 fu ricostruito l'edificio della canonica mentre nel  1903 la chiesa venne stonacata. Altri restauri vennero svolti negli anni ottanta del XX secolo.

## Descrizione
La chiesa in origine era strutturata come una basilica a tre navate coperte a tetto ed era dotata di tre absidi semicircolari.

### Esterno

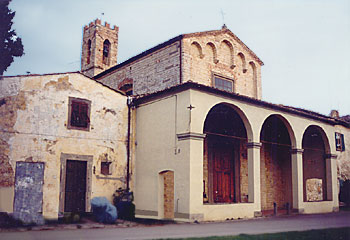
Esterno

La facciata originaria è nascosta da un portico. È caratterizzata da lesene che finiscono in un pronunciato coronamento della cuspide, a cinque archi ciechi poggianti su mensole concave. In corrispondenza delle navate laterali si notano due portalini (tamponati) centinati con ghiere a listello sormontati da semplici occhi, situazione che si ritrova anche nelle pievi di Sant'Appiano e di San Pietro in Bossolo.
Sui fianchi della chiesa, cui si appoggiano gli altri edifici del complesso, si aprivano le monofore del claristorio che in seguito sono state sostituite da finestre rettangolari.
La tribuna venne privata dell'abside centrale che venne sostituita con una scarsella rettilinea. È ancora presente la piccola abside di destra che presenta ancora la copertura originale in pietra e in cui si apriva una monofora a doppio strombo. Sull'abside di sinistra si erge la torre campanaria costituita da bozze disposte a filaretto e coronata da una merlatura eseguita nel XIX secolo.

### Interno

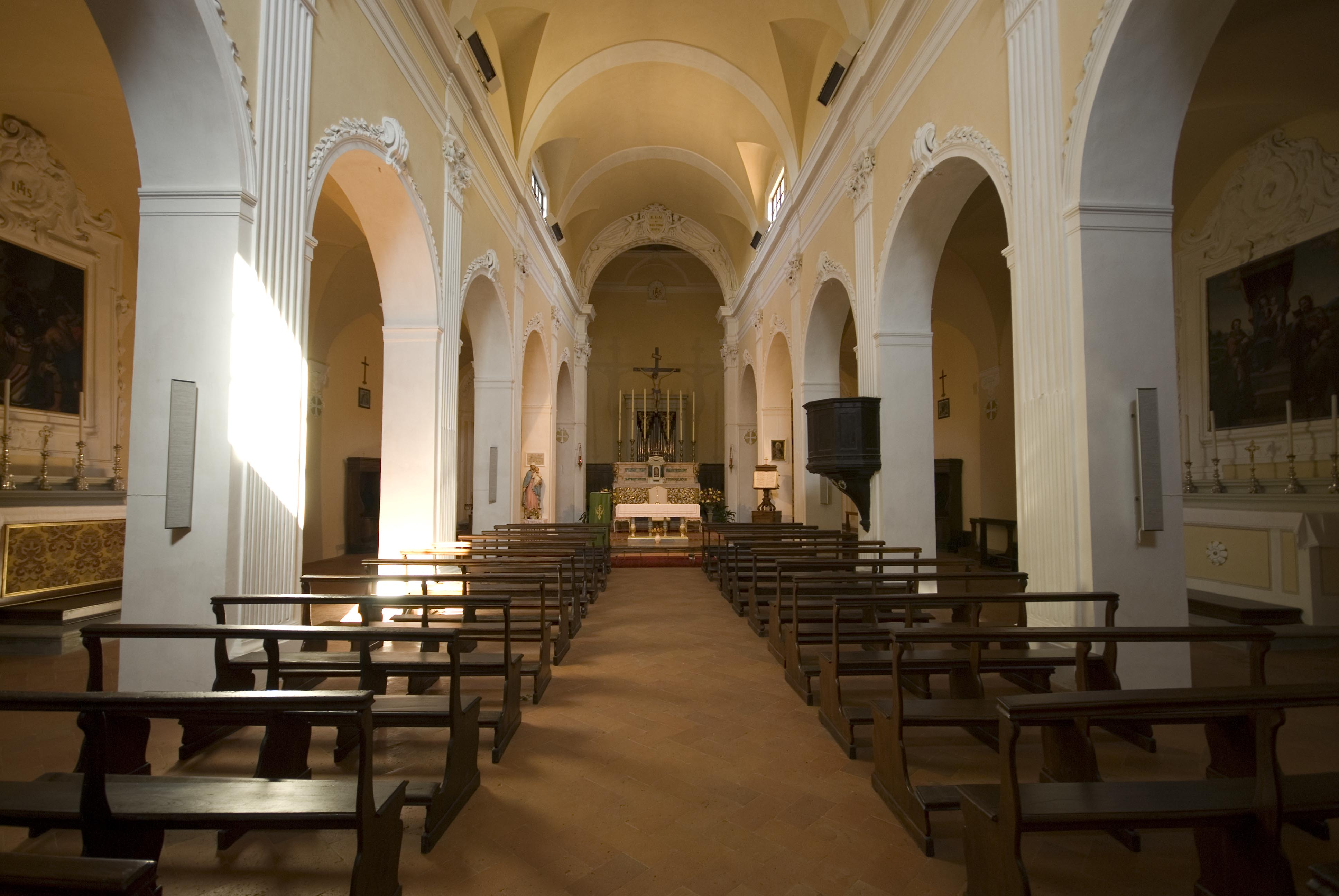
Interno

L'interno venne rialzato e ridefinito nel XVIII secolo in stile barocco. Presenta ancora l'organizzazione spaziale originaria costituita da tre navate di sei campate ciascuna divise da dei pilastri rettangolari.
In un altare posto nella navata destra è posta una tavola attribuita a Giuliano Bugiardini (ma forse da riferire al Franciabigio) raffigurante la Madonna col Bambino e santi. All'altare maggiore è posto un Crocifisso cinquecentesco e ad un pilastro è fissata una tavola di scuola fiorentina del XV secolo raffigurante Madonna col Bambino e san Giovannino.
In chiesa è anche una pala proveniente dalla vicina chiesa di San Gaudenzio con la Madonna col Bambino tra i Santi Gaudenzio, Francesco e Antonio abate di Jacopo Confortini.

## Antico piviere di Santo Stefano a Campoli

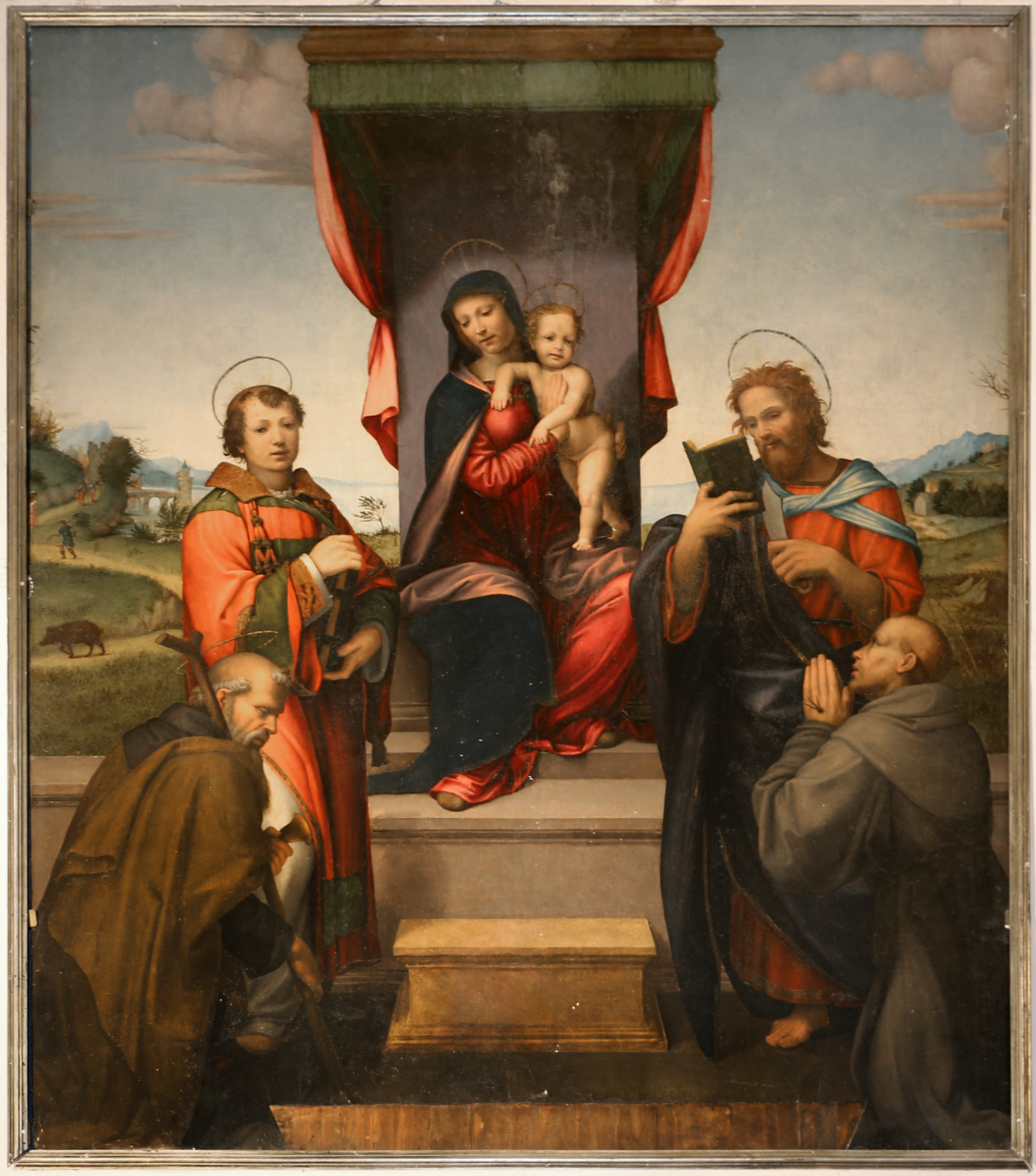
Franciabigio (attr.), Madonna col Bambino e santi

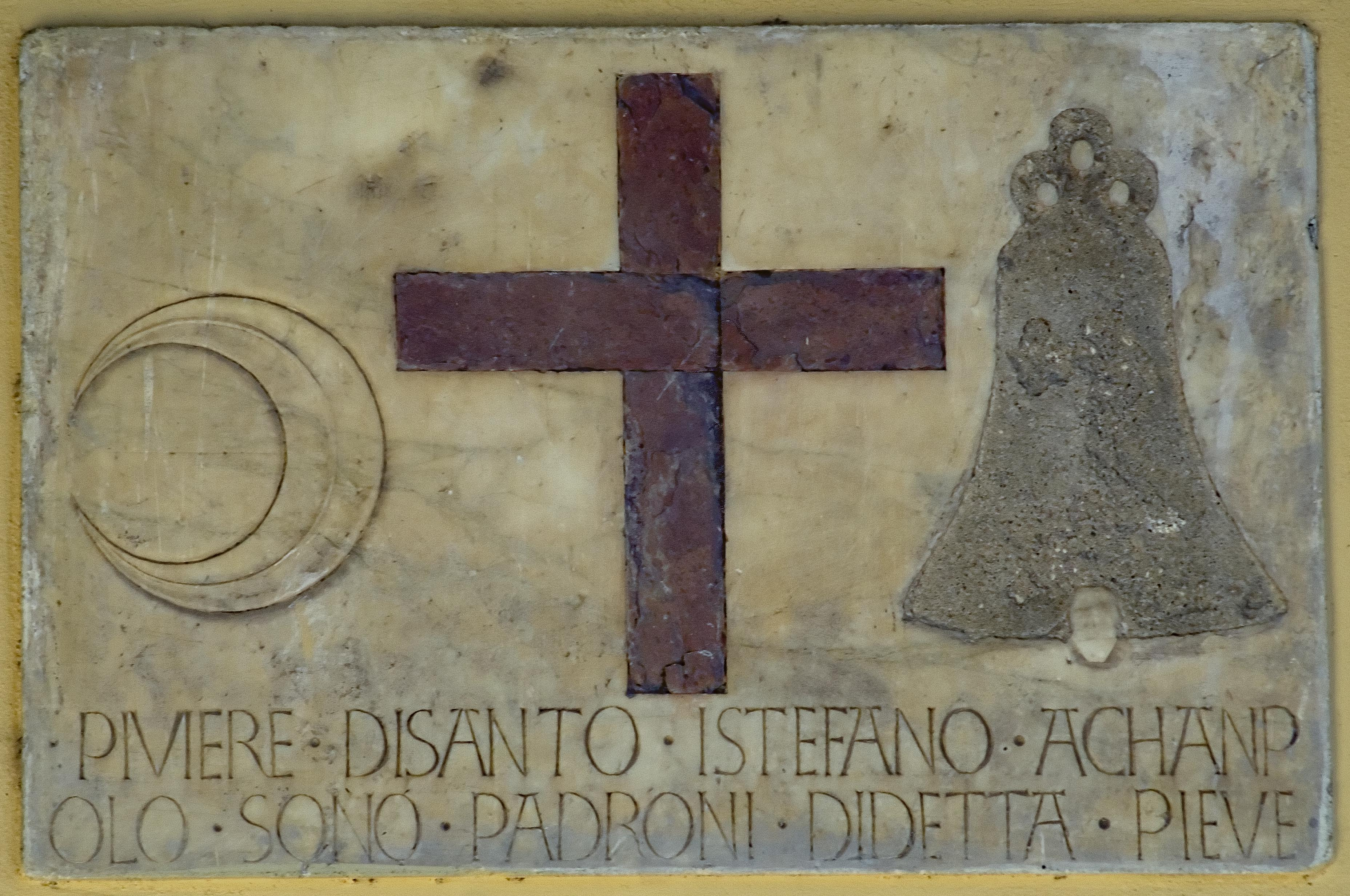
Iscrizione posta nel porticato

- Chiesa di San Gemignano a Petroio
- Chiesa di San Colombano in Collina di Bibbione
- Chiesa di Santa Maria (Mercatale Val di Pesa)
- Chiesa di San Fabiano a Montefolchi (annesso al precedente)
- Chiesa di Sant'Andrea a Fabbrica
- Chiesa di Sant'Andrea a Novoli
- Chiesa di Sant'Angelo (Vico l'Abate)
- Chiesa di Sant'Angelo a Bibbione
- Chiesa di Santa Maria a Bibbione (annesso al precedente)
- Chiesa di Santa Cristina a Montefiridolfi
- Chiesa di San Pietro in Cellano (distrutta)
- Chiesa di San Donato a Luciana (distrutta)
- Chiesa di San Miniato a Poppiano
- Chiesa di San Gaudenzio a Campoli
- Chiesa di Santa Maria a Monte Macerata
- Chiesa di Santa Lucia a Ligliano
- Chiesa di San Niccolò a Montecampolesi (distrutta)
- Chiesa di San Bartolo a Ripoli (distrutta)
- Chiesa di San Martino a Cofferi
- Monastero del Luogo Nuovo